# Lao She
Lao She (ur. 3 lutego 1899 w Pekinie, zm. 24 sierpnia 1966 tamże) – chiński pisarz i dramaturg narodowości mandżurskiej, jeden z najbardziej cenionych przedstawicieli chińskiej literatury XX wieku. 
Urodził się jako Shu Qingchun (舒庆春) w ubogiej rodzinie mandżurskiej. Jego ojciec był żołnierzem i zginął podczas powstania bokserów. Mimo ciężkich warunków materialnych zdołał ukończyć szkołę pedagogiczną i został nauczycielem literatury chińskiej. W 1924 wyjechał do Anglii, gdzie przez pięć lat wykładał na uniwersytecie w Londynie. Podczas pobytu za granicą napisał pierwszą powieść.
Lao She jest autorem kilkunastu powieści, m.in.: Filozofia starego Zhanga, Wielbłąd Xiangzi (inny tytuł: Rikszarz, najbardziej znana z jego powieści, która uczyniła go sławnym), Cztery generacje pod jednym dachem, Niezrównany pan Zhao Ziyue (przekład na język polski Niezrównany pan Czao Tsy-jüe Witolda Jabłońskiego). Napisał także kilkadziesiąt opowiadań i trzy sztuki, z których najbardziej znaną jest Herbaciarnia.
Po utworzeniu Chińskiej Republiki Ludowej w 1949 roku został redaktorem naczelnym pisma Beijing Wenyi i wiceprzewodniczącym Związku Pisarzy Chińskich. Zasiadał także w Ogólnochińskim Zgromadzeniu Przedstawicieli Ludowych.
Po rozpoczęciu w 1966 roku rewolucji kulturalnej Lao She był poddawany szykanom ze strony czerwonogwardzistów jako pisarz kontrrewolucyjny. Po ataku czerwonogwardzistów na siedzibę Związku Pisarzy Chińskich popełnił samobójstwo.
3 czerwca 1978 roku został pośmiertnie zrehabilitowany.
Od 2000 przyznawana jest Nagroda Literacka im. Lao She, honorująca pisarzy związanych z Pekinem.